# بيتر مانديل
بيتر مانديل (بالإنجليزية: Peter Mandel)‏ هو كاتب للأطفال وصحفي وكاتب أمريكي، ولد في 1957.

## وصلات خارجية
- الموقع الرسمي